# Die Sonnenbrucks
Die Sonnenbrucks ist ein deutscher Spielfilm der DEFA von Georg C. Klaren aus dem Jahr 1951 nach dem gleichnamigen Schauspiel des polnischen Schriftstellers Leon Kruczkowski.

## Handlung
Professor Walter Sonnenbruck feiert im Jahr 1943 sein 30-jähriges Jubiläum an der Universität in Göttingen. Hierzu hat er seine Familie und verdiente ehemalige Mitarbeiter eingeladen. Einer dieser Mitarbeiter ist der Laborgehilfe Hoppe, der im sogenannten Generalgouvernement seinen Dienst als Feldgendarm versieht. Als diesem, kurz vor seinem Urlaubsantritt, der siebenjährige flüchtige jüdische Junge Chaim von einem nationalsozialistischen Bauern vorgeführt wird, sieht er keine andere Möglichkeit, allen Schwierigkeiten aus dem Weg zu gehen, als ihn „auf der Flucht“ zu erschießen.
In Norwegen versieht der Sohn Willi Sonnenbruck als Angehöriger der SS seinen Dienst und bereitet sich ebenfalls auf die Reise nach Göttingen vor. Kurz vor der Abreise verhaftet seine Dienststelle mehrere norwegische Widerstandskämpfer. Darunter befand sich auch der Sohn der Schneiderin seiner Freundin. Diese bittet Willi etwas für die Freilassung zu tun. Seine Antwort an die Mutter lautete nun, dass der Sohn der SS entkommen wäre. Die Mutter schenkte der Freundin, aus Dankbarkeit, eine kostbare Kette, die diese wiederum an Willi weitergab. Es stellte sich dabei heraus, dass der Verhaftete durch die Verhörmethoden ums Leben kam und somit der SS nicht weiter für Informationen zur Verfügung stand.
In der Gaststätte eines französischen Ortes wartet die Pianistin Ruth Sonnenbruck, die Tochter des Professors darauf, dass die Reise nach Göttingen fortgeführt werden kann. Durch die französische Bedienung Fanchette erfährt sie, dass sich die Abreise verzögert, da erst noch mehrere, willkürlich ausgesuchte, männliche Einwohner des Ortes als Rache, für eine durch die Résistance gesprengte Brücke, mit dem Strang hingerichtet werden müssen. Auch der Vater der jungen Französin befindet sich darunter. Ruth wird Augenzeugin des Verbrechens.
Im Hause des Professors bereitet sich jetzt die ganze Familie auf die Feierlichkeiten vor. In die Vorbereitungen platzt ein ehemaliger Mitarbeiter Sonnenbrucks, der Dozent Joachim Peters, ein Kommunist, dem nach 3-jähriger Haft die Flucht aus einem Konzentrationslager gelungen war. Er bittet seinem ehemaligen Chef um Hilfe. Dieser verrät ihn zwar nicht, wird ihn aber auch nicht unterstützen. Anders seine Tochter Ruth, die ihn vor den anderen versteckt, so dass er fliehen kann. Ihre Schwägerin Liesel Sonnenbruck, eine überzeugte Nationalsozialistin, die ihren Mann an der Ostfront verloren hat und deren zwei Kinder bei einem Bombenangriff in Berlin um das Leben gekommen sind, meldet den Vorfall der Gestapo. Ruth will ihre Hilfe nun nicht mehr verheimlichen und lockt die Polizisten mit dem Auto in eine falsche Richtung. Bei einem Halt rennt sie weg und wird durch die Verfolger erschossen. Bertha Sonnenbruck, die im Nationalsozialismus sehr stark gesellschaftlich engagierte Frau des Professors, überlebt die ganzen Wirren nicht. Nun gibt es auch für den unpolitischen Walter Sonnenbruck keine Unterstützung durch die Machthaber mehr.
Nach dem Krieg denkt er, mit seiner Haltung wieder an der Universität Fuß fassen zu können. Er muss aber feststellen, dass sich unter den Kollegen und Studenten noch viele befinden, die der alten Zeit anhängen. Selbst sein aus der Gefangenschaft heimkehrender Sohn Willi wird von ihm des Hauses verwiesen. Er trifft aber Joachim Peters wieder, der ihn zu einem Kongress nach Jena einlädt. Hier unterschreibt der Professor ein Bekenntnis zum Frieden. Durch diese Unterschrift bekommt er an der Universität in Göttingen noch mehr Ärger, was ihn davon überzeugt in die DDR zu übersiedeln.

## Produktion
Das Theaterstück wurde gemeinsam von Leon Kruczkowski und Kurt Maetzig für den Film bearbeitet. Drehzeit war von Oktober 1950 bis Januar 1951, die Aufnahmen entstanden außer im Atelier Berlin-Johannisthal in Potsdam sowie in der öffentlichen wissenschaftlichen Bibliothek in Berlin.
Die Sonnenbrucks hatte am 1. März 1951 im Berliner Kino Babylon, in Anwesenheit des stellvertretenden Ministerpräsidenten der DDR Otto Nuschke, Premiere. Die festliche polnische Erstaufführung fand Mitte Mai 1951, unter Teilnahme einer Filmdelegation mit Georg C. Klaren, Eduard von Winterstein und Ursula Burg, in Warschau statt.

## Kritik
Hans Ulrich Eylau fand in der Berliner Zeitung, dass die Verfilmung weitergeht als das Schauspiel. Sie verlässt keineswegs die Grundlage der menschlichen Auseinandersetzung. Aber sie entwickelt aus ihr folgerichtig und ausführlich die notwendigen politischen Konsequenzen. Was auf der Bühne ein kurzer Epilog war, wird im Film zum entscheidenden Element der Handlung. Die Gegenwart spricht das gewichtige Wort, nicht mehr die Vergangenheit. Herman Müller meinte im Neuen Deutschland: Kruczkowski, Maetzig, Klaren, die zusammenarbeiteten, haben die Möglichkeiten, die sie ausnutzen mussten. um die Tiefe des Stoffes im Film auszuschöpfen, gesehen und gestaltet. Es beweist mit den Realismus des Stückes, das es zu erweitern und zu vertiefen war, denn dies zeigt, dass hinter dem Bühnendialog wirkliches Leben steht.

## Auszeichnungen
- 1951: Internationales Filmfestival Karlovy Vary – Bester Darsteller: Eduard v. Winterstein